# Hagström & Ekman
|                                  |  |  |
| Georg Hagström et Frithiof Ekman |  |  |

Hagström & Ekman était un cabinet d'architectes de premier plan à Stockholm en Suède.

## Présentation
Actif de 1898 à 1918, le cabinet d'architectes était dirigé par Frithiof Ekman (qui quitta l'entreprise en 1917) et Georg Theodor Hagström.
Après la mort de Hagström, l'entreprise fut reprise par deux employés et fut dirigée jusque dans les années 1940 sous le nom de Bocander & Cronvall.
L'entreprise était connue pour ses palais d'inspiration nationale romantique et Art nouveau, et elle a conçu une série de grandes édifices qui se démarquent encore dans le paysage urbain de Stockholm, dont l'îlot Bodarne situé au début de Strandvägen,,.

## Ouvrages
| Image    | Nom                      | Adresse                              | Const.  |
| -------- | ------------------------ | ------------------------------------ | ------- |
|          | Baggen 19                | Surbrunnsgatan 28                    | 1905    |
|          | Bananen 2 & 3            | Hantverkargatan 10–12                | 1910    |
|          | Bergsfallet 7            | Bergsgatan 57                        | 1905    |
|          | Blasieholmen 50          | Hovslagargatan 3                     | 1909    |
|          | Blasieholmen 51          | Södra Blasieholmshamnen 4            | 1909    |
|          | Bodarne 10, 11, 14       | Strandvägen 1, 3, 5A & 5B            | 1902    |
|          | Boken 5                  | Kungsgatan 59                        | 1906    |
|          | Degeln 3                 | Karlbergsvägen 41                    | 1917    |
|          | Diana 1                  | Skeppsbron 18                        | 1909    |
|          | Fanan 26, 27             | Narvavägen 30, 32                    | 1905    |
|          | Flöjtblåsaren 7          | Norrtullsgatan 29                    | 1905    |
|          | Gjutaren 25              | Rörstrandsgatan 2                    | 1914    |
|          | Gjutaren 26              | Rörstrandsgatan 4                    | 1914    |
|          | Gjutaren 27              | Rörstrandsgatan 6                    | 1914    |
|          | Gnistan 3                | Grevgatan 59                         | 1905    |
|          | Gnistan 4                | Grevgatan 57                         | 1905    |
|          | Gnistan 5                | Grevgatan 55 Kommendörsgatan 35      | 1906    |
|          | Granen 10                | Villagatan 18                        | 1903    |
|          | Granen 19                | Villagatan 22                        | 1902    |
|          | Grönlandet Södra 11, 12  | Adolf Fredriks Kyrkogata 12          | 1908    |
|          | Havsfrun 11              | Linnégatan 50, 52                    | 1903    |
|          | Havsfrun 15, 16          | Skeppargatan 37                      | 1906    |
|          | Havsfrun 29              | Linnégatan 48 A, B                   | 1903    |
|          | Havssvalget 17           | Storgatan 10                         | 1905    |
|          | Havssvalget 20           | Skeppargatan 27                      | 1904    |
|          | Hjorten 14               | Östermalmsgatan 60                   | 1907    |
|          | Humlegårdsmästaren 3     | Kommendörsgatan 1                    | 1910    |
|          | Hasseln 1                | Kungsgatan 65                        | 1916    |
|          | Häggen 2                 | Birger Jarlsgatan 58                 | 1916    |
|          | Häggen 4                 | Birger Jarlsgatan 62                 | 1916    |
|          | Höken 10                 | Östgötagatan 34                      | 1907    |
|          | Höken 21, 22             | Bondegatan 5A, 5B                    | 1907    |
|          | Italien större 12        | Birger Jarlsgatan 37                 | 1912    |
|          | Jägaren 17               | Tegnérgatan 12                       | 1908    |
|          | Karlsvik 17              | Hantverkargatan 79                   | 1912    |
|          | Karlsvik 38              | Hantverkargatan 81–83                | 1912    |
|          | Karlsvik 39              | Sankt Eriksgatan 19                  | 1912    |
|          | Karlsvik 40              | Sankt Eriksgatan 17                  | 1912    |
|          | Karlsvik 41              | Sankt Eriksgatan 15                  | 1912    |
|          | Kejsarkronan 7           | Upplandsgatan 54                     | 1904    |
|          | Käpplingeholmen 6        | Hovslagargatan 5                     | 1912    |
|          | Kikaren 15               | Dalagatan 18                         | 1907    |
|          | Klippan 10, 12           | Strandvägen 7 C, 7 A                 | 1907    |
|          | Klippan 11               | Artillerigatan 4                     | 1908    |
|          | Kulsprutan 1             | Hantverkargatan 88–90                | 1906    |
|          | Körsbärsträdet 11        | Hantverkargatan 55–57                | 1901    |
|          | Landbyska Verket 8       | Engelbrektsplan 2                    | 1914    |
|          | Lavetten 11              | Drottningholmsvägen 1–3              | 1905    |
|          | Liljan 20                | Sankt Eriksgatan 94                  | 1912    |
|          | Liljan 32                | Odengatan 106                        | 1910    |
|          | Lindansaren 18           | Saltmätargatan 7                     | 1902    |
|          | Lindbacken 3             | Wallingatan 30                       | 1906    |
|          | Lindormen 2              | Riddargatan 29, 31                   | 1902    |
|          | Läraren 2                | Norra Bantorget 20                   | 1904    |
|          | Midgård 12               | Vanadisvägen 29–31 Västmannagatan 91 | 1911    |
|          | Morkullan 15             | Valhallavägen 22–26                  | 1908    |
|          | Moroten 5                | Renstiernas gata 49–51               | 1904    |
|          | Muraren 8                | Birger Jarlsgatan 73–75              | 1915-16 |
|          | Murmästaren 9            | Hantverkargatan 21, 23               | 1906    |
|          | Musketören 10            | Karlaplan 12                         | 1916    |
|          | Nederland 11             | Götgatan 44                          | 1901    |
|          | Näktergalen 2            | Engelbrektsgatan 35                  | 1912    |
|          | Obelisken 2              | Götgatan 83                          | 1914    |
|          | Oxeln 3                  | Karlavägen 14                        | 1916    |
|          | Piplärkan 5              | Baldersgatan 10                      | 1910    |
|          | Piplärkan 6              | Baldersgatan 12                      | 1910    |
|          | Poppeln 2, 3             | Engelbrektsgatan 25, 23              | 1912    |
|          | Pumpstocken 12           | Birger Jarlsgatan 15                 | 1898    |
|          | Renen 10 , 9             | Grev Turegatan 73, 75                | 1905    |
|          | Riddaren 20, 21          | Grev Turegatan 10                    | 1904    |
|          | Rosendal Större 21       | Hornsgatan 29 A                      | 1904    |
|          | Rådjuret 19              | Östermalmsgatan 68                   | 1904    |
|          | Rådjuret 20              | Östermalmsgatan 70–72                | 1907    |
|          | Rännilen 11              | Mäster Samuelsgatan 5                | 1899    |
|          | Rännilen 17              | Mäster Samuelsgatan 3                | 1899    |
|          | Sjöhästen 24             | Linnégatan 40                        | 1903    |
|          | Sjömannen 10             | Nybrogatan 6                         | 1912    |
|          | Skravelberget Större 13  | Nybrogatan 7                         | 1908    |
|          | Skravelberget Större 14  | Nybrogatan5 Ingmar Bergmans gata 2   | 1908    |
|          | Sleipner 1               | Frejgatan 40                         | 1901    |
|          | Snöklockan 4             | Karlbergsvägen 7                     | 1907    |
|          | Sparven 16, 17           | Birger Jarlsgatan 21, 23             | 1903    |
|          | Sperlingens Backe 56     | Grev Turegatan 7                     | 1904    |
|          | Sperlingens Backe 62     | Birger Jarlsgatan 18                 | 1899    |
|          | Stallmästaren 16         | Fredrikshovsgatan 5                  | 1904    |
|          | Stallmästaren 4          | Narvavägen 8                         | 1903    |
|          | Surbrunn 12              | Odengatan 38                         | 1901    |
|          | Styrmannen 35            | Styrmansgatan 12                     | 1900    |
|          | Styrmannen 36            | Styrmansgatan 14                     | 1916    |
|          | Tallen 9                 | Engelbrektsgatan 14                  | 1899    |
|          | Tapeten 2                | Hornsgatan 104                       | 1907    |
|          | Tofslärkan 10            | Tyrgatan 11                          | 1909    |
|          | Trojenborg 16            | Eriksbergsgatan 10                   | 1912    |
|          | Trojenborg 17            | Eriksbergsgatan 8 A, B               | 1912    |
|          | Trumpetaren 21           | Frejgatan 77                         | 1905    |
|          | Trädlärkan 8             | Sköldungagatan 5                     | 1909    |
|          | Träsket 16               | Sveavägen 48                         | 1910    |
|          | Ugnen 16                 | Norrbackagatan 36–38                 | 1905    |
|          | Uggleborg 5              | Vasagatan 20                         | 1907    |
|          | Urd 1                    | Karlbergsvägen 42                    | 1911    |
|          | Urvädersklippan Större 1 | Götgatan 11, 13                      | 1907    |
|          | Valfisken 2              | Skeppargatan 20                      | 1907    |
|          | Valfisken 26             | Riddargatan 23                       | 1904    |
|          | Valkyrian 8              | Frejgatan 58                         | 1905    |
|          | Vattuormen 15            | Garvargatan 3                        | 1912    |
|          | Vattuormen 16            | Garvargatan 1                        | 1912    |
|          | Vattuormen 17            | Kungsholms hamnplan 5                | 1912    |
|          | Vattuormen 18            | Kungsholms hamnplan 3                | 1909    |
|          | Vattuormen 20            | Norr Mälarstrand 22, 24              | 1907    |
|          | Vedbäraren 18            | Karlavägen 85                        | 1912    |
|          | Veterinären 12           | Karlavägen 83                        | 1912    |
|          | Vindruvan 7              | Hantverkargatan 18, 20               | 1912    |
|          | Vingråen 27              | Tegnérlunden 5                       | 1906    |
|          | Vingråen 34              | Tegnérgatan 45                       | 1906    |
|          | Vingråen 35              | Drottninggatan 85                    | 1906    |
|          | Ynglingen 10             | Karlavägen 58                        | 1903    |
|          | Ångermanland 13          | Kammakargatan 30                     | 1908    |
|          | Österbotten 8            | Birger Jarlsgatan 25                 | 1902    |
| Sources: |                          |                                      |         |

## Voir